# Diocesi di Hiroshima
La diocesi di Hiroshima (in latino Dioecesis Hiroshimaënsis) è una sede della Chiesa cattolica in Giappone suffraganea dell'arcidiocesi di Osaka-Takamatsu. Nel 2021 contava 19.391 battezzati su 7.237.067 abitanti. È retta dal vescovo Alexis Mitsuru Shirahama, P.S.S.

## Territorio
La diocesi comprende le prefetture di Hiroshima, Okayama, Shimane, Tottori e Yamaguchi.
Sede vescovile è la città di Hiroshima, dove si trova la cattedrale dell'Assunzione di Maria.
Il territorio si estende su 31.922 km² ed è suddiviso in 47 parrocchie.

## Storia
Il vicariato apostolico di Hiroshima fu eretto il 4 maggio 1923 con il breve Cum ex apostolico di papa Pio XI, ricavandone il territorio dalla diocesi di Osaka (oggi arcidiocesi di Osaka-Takamatsu).
Il 30 giugno 1959 il vicariato apostolico è stato elevato a diocesi con la bolla Qui arcano Dei di papa Giovanni XXIII.
Originariamente suffraganea dell'arcidiocesi di Nagasaki, il 24 giugno 1969 è entrata a far parte della provincia ecclesiastica di Osaka (oggi Osaka-Takamatsu).

## Cronotassi dei vescovi
Si omettono i periodi di sede vacante non superiori ai 2 anni o non storicamente accertati.
- Heinrich Döring, S.I. † (4 maggio 1923 - 14 luglio 1927 nominato arcivescovo, titolo personale, di Poona)
- Johannes Peter Franziskus Ross, S.I. † (18 maggio 1928 - 20 novembre 1940 dimesso)
  - Sede vacante (1940-1959)
- Dominic Yoshimatsu Noguchi † (19 dicembre 1959 - 29 marzo 1985 ritirato)
- Joseph Atsumi Misue † (29 marzo 1985 - 13 giugno 2011 ritirato)
- Thomas Aquino Manyo Maeda (13 giugno 2011 - 20 agosto 2014 nominato arcivescovo di Osaka)
- Alexis Mitsuru Shirahama, P.S.S., dal 28 giugno 2016

## Statistiche
La diocesi nel 2021 su una popolazione di 7.237.067 persone contava 19.391 battezzati, corrispondenti allo 0,3% del totale.
| anno | popolazione | popolazione | popolazione | presbiteri | presbiteri | presbiteri | presbiteri                | diaconi | religiosi | religiosi | parrocchie |
| anno | battezzati  | totale      | %           | numero     | secolari   | regolari   | battezzati per presbitero | diaconi | uomini    | donne     | parrocchie |
| ---- | ----------- | ----------- | ----------- | ---------- | ---------- | ---------- | ------------------------- | ------- | --------- | --------- | ---------- |
| 1950 | 4.670       | 7.000.000   | 0,1         | 28         | 2          | 26         | 166                       |         | 8         | 60        |            |
| 1970 | ?           | 7.129.017   | ?           | 90         | 18         | 72         | ?                         |         | 78        | 274       | 30         |
| 1980 | 19.612      | 7.553.148   | 0,3         | 93         | 16         | 77         | 210                       |         | 88        | 293       | 40         |
| 1990 | 20.340      | 7.767.336   | 0,3         | 88         | 17         | 71         | 231                       |         | 83        | 276       | 46         |
| 1999 | 19.569      | 7.762.215   | 0,3         | 96         | 20         | 76         | 203                       |         | 85        | 268       | 46         |
| 2000 | 19.957      | 7.759.992   | 0,3         | 91         | 21         | 70         | 219                       |         | 79        | 274       | 46         |
| 2001 | 21.204      | 7.732.440   | 0,3         | 93         | 21         | 72         | 228                       |         | 82        | 264       | 46         |
| 2002 | 21.304      | 7.732.499   | 0,3         | 83         | 19         | 64         | 256                       |         | 73        | 263       | 46         |
| 2003 | 21.318      | 7.724.880   | 0,3         | 87         | 20         | 67         | 245                       |         | 76        | 251       | 46         |
| 2004 | 21.701      | 7.718.391   | 0,3         | 83         | 19         | 64         | 261                       |         | 73        | 244       | 47         |
| 2006 | 21.496      | 7.677.735   | 0,3         | 78         | 22         | 56         | 275                       |         | 64        | 233       | 47         |
| 2013 | 20.709      | 7.525.510   | 0,3         | 69         | 17         | 52         | 300                       |         | 59        | 203       | 47         |
| 2016 | 20.672      | 7.557.000   | 0,3         | 56         | 18         | 38         | 369                       |         | 45        | 197       | 47         |
| 2019 | 20.591      | 7.328.339   | 0,3         | 61         | 23         | 38         | 337                       |         | 46        | 180       | 47         |
| 2021 | 19.391      | 7.237.067   | 0,3         | 61         | 24         | 37         | 317                       |         | 45        | 170       | 47         |